# Dubravsko jezero
Dubravsko jezero je umjetno jezero koje se nalazi na rijeci Dravi u Međimurskoj i Varaždinskoj županiji. Na obali jezera nalaze se grad Prelog, općine Sveti Đurđ i Veliki Bukovec te naselja Cirkovljan, Donji Mihaljevec, Dubovica, Hrženica, Karlovec Ludbreški, Oporovec, Otok, Struga. Drava se ulijeva u jezero kraj Preloga, dok se brana HE Dubrava nalazi kraj Svete Marije. 
Dubravsko jezero je najveće od četiri umjetnih jezera sagrađenih na Dravi (Ostala tri su: Ptujsko jezero, Ormoško jezero i Varaždinsko jezero). Dubravskim, Ormoškim i Varaždinskim jezerom te njihovim hidroelektranama upravlja HEP. Na Dubravskom jezeru 1989. godine sagrađena je Hidroelektrana Dubrava.
S površinom od 17,1 km2, Dubravsko jezero je najveće umjetno jezero u Hrvatskoj, te drugo najveće jezero u Hrvatskoj.

## Ime
Jezero je dobilo ime po mjestu Donja Dubrava koje se nalazi na mjestu gdje se jezero ulijeva u Dravu, 6 kilometara od HE Dubrave.

## Turizam
Dubravsko jezero je popularno mjesto za pecanje. U blizini Preloga nalazi se mala marina s velikim brojem brvnara te mala zračna luka za zmajare.